# Natalie Crews
Natalie Crews (* 19. September 1998) aus Whistler, B.C. ist eine kanadische Volleyballspielerin.

## Karriere
Crews zog mit ihrer Familie von Whistler nach Vancouver und begann hier in der Highschool mit dem Volleyballspiel. Während ihrer Zeit an der Queens University in Charlotte, North Carolina, spielte sie zwischen 2017 und 2022 für die universitätseigene Volleyballmannschaft. Zur Saison 2022/23 unterschrieb sie bei der unter dem Namen Deichstadtvolleys bekannten Volleyballmannschaft vom VC Neuwied 77 ihren ersten Profivertrag.
Jedoch erlitt sie noch vor Saisonbeginn einen Trainingsunfall und musste am Knie operiert werden.
Ihr erstes und einziges Spiel für ihren neuen Verein absolvierte sie daher am letzten Spieltag der Hauptrunde, dem 1. April 2023, gegen SSC Palmberg Schwerin (0:3). Die Hauptrunde beendete sie mit ihrer Mannschaft auf den elften Platz, wodurch man die Qualifikation für die Playoffs klar verpasste.
Crews kehrte 2023 wieder nach Kanada zurück und spielt bei den Cascades der University of the Fraser Valley in Abbotsford, B.C.